# 天草市立本渡南小学校
天草市立本渡南小学校（あまくさしりつ ほんどみなみしょうがっこう）は、熊本県天草市川原町にある小学校。

## 沿革
- 1873年 - 本戸馬場・町山口両村組合立天草小学校が開校
- 1875年 - 天草小学校が2校に分離。町山口側は天草郡町山口村字古河825番地に公立町山口小学校を新規に開校。維新前よりの寺子屋（平野氏宅）を山口分教場とする
- 1883年 - 山口分教場を福田光次氏宅に移転。山口出張所と称す
- 1887年 - 町山口村立尋常町山口小学校となる
- 1888年 - 尋常町山口小学校簡易科教場併設
- 1892年 - 村立町山口小学校と改称
- 1896年 - 現在地に校地を移転。山口分教場を廃し、半河内分教場設置
- 1898年 - 町山口村を本渡町と改称
- 1914年 - 本渡町尋常小学校と改称
- 1920年 - 本渡尋常高等小学校と改称
- 1929年 - 町立幼稚園設置
- 1934年 - 女子部設置
- 1935年 - 本渡尋常高等小学校廃止。本渡南尋常高等小学校設置。本渡南青年訓練所、本渡南幼稚園併設
- 1941年 - 本渡南国民学校と改称
- 1948年 - 本渡町立本渡南小学校と改称
- 1954年 - 本渡市立本渡南小学校と改称
- 1974年 - 半河内分校閉校
- 2006年 - 天草市立本渡南小学校と改称

## 歴代校長
- 1875年(明治8年) - 初代校長
- - 第  代校長 岡本義恒
- - 平成20年度校長　吉野慎一

## 委員会
- 運営委員
- 生活安全委員
- ベルマーク委員
- ハートフル委員
- 環境委員
- 放送委員
- 保健委員
- 体育委員
- 園芸委員
- 給食委員

## クラブ活動

### 運動部
- 女子・男子バスケ部
- 陸上部
- ソフトボール部
- サッカー部

### 文化部
- 吹奏楽部
- 合唱部
- 科学研究部

## 学校周辺
- 熊本県立天草高等学校

## 著名な出身者
- 馬場昭治（天草市長）　※天草市立志柿小学校へ転出